# Fowtbolayin Akowmb Ararat Yerevan
El Fowtbolayin Akowmb Ararat Yerevan (o FC Ararat Yerevan, en armeni: Ֆուտբոլային Ակումբ Արարատ Երեւան), és un club armeni de futbol de la ciutat de Yerevan.

## Història
El club va ser fundat l'any 1935. Es va anomenar successivament Spartak (1935-1937), Dynamo (1938-1953), de nou Spartak (1954-1962) i Ararat des de 1963.
L'Ararat disputà per primer cop la màxima divisió de la lliga soviètica l'any 1949. Fou un dels clubs tradicionals a aquesta competició, on jugà els anys 1949-1950, 1960-1963, i 1965-1991. L'any 1973 es proclamà campió de l'URSS de lliga i copa i el 1975 repetí títol de copa. Des del 1991, any de la independència d'Armènia, l'Ararat disputa les competicions del nou país, on ha estat diverses vegades campió.

## Jugadors destacats
- Alesha Abramyan
- Alexandr Kovalenko
- Sergey Bondarenko
- Hovhannes Zanazanyan
- Khorèn Hovhannissian
- Arkady Andreasyan
- Levon Ixtoian
- Eduard Markarov
- José André Bilibio
- Suren Martirosyan

## Palmarès
- Lliga soviètica de futbol: 1
  - 1973
- Copa soviètica de futbol: 2
  - 1973, 1975
- Lliga armènia de futbol: 2
  - 1993, 1995
- Copa armènia de futbol: 5
  - 1993, 1994, 1995, 1997, 2008
- Supercopa armènia de futbol: 1
  - 2008

## Evolució de l'uniforme
| 1973 | 1975 | 2007 | 2008 | 2011 |